# 삿포로역
삿포로역은 일본 홋카이도 삿포로시 기타구와 주오구에 있는 홋카이도 여객철도와 삿포로시 교통국의 철도역이다.
홋카이도 여객철도의 역은 札幌駅(さっぽろえき)로 기타구에 있으며, 삿포로시 교통국의 역은 さっぽろ駅(さっぽろえき)로 주오구에 있다.

## 역 구조

### 홋카이도 여객철도
5면 10선의 섬식 승강장들이 있는 고가역이다. 승강장이 없는 부본선 (11번선)이 하나 있으며, 일부 회송 열차나 기타 차량의 유치 용도로 사용된다. 승강장을 덮고 있는 지붕의 위에는 JR 타워 부속 주차장이 걸쳐있다.
1층의 동쪽과 서쪽 두 곳에 대합실과 개찰구, 창구가 설치되어 있다. 1층의 역 본체 이외의 부분과 지하 1층은 부속 상업 시설로 이루어져 있다. 남쪽 출입구에는 역 건물 (JR 타워)가 있으며, 남쪽 출입구와 연결된 지하가는 지하철 삿포로역과 직결되어 있다.
2010년 6월 중순부터 일부 계단을 철거하고, 개찰구 내 대합실과 승강장을 연결하는 승강기 공사가 시작되었으며, 2011년 3월부터 사용될 예정이다. 총 공사비는 9억엔으로, 국가와 홋카이도, JR이 각각 3분의 1씩 부담한다. 승강기 공사로 인한 혼잡을 완화하기 위해 2010년 7월 23일부터 모든 승강장에 정차하는 2~4량 편성의 열차 정지 위치를 오타루 방면으로 이동하였다.

신치토세 공항행의 쾌속"에어포트"가 하루종일 5·6번선 홈에서의 출발이 통일되어있다.
신칸센 연장 공사후 개통 예정

#### 승강장
노선과 방면이 명확하게 기재되어 있지 않으며, 운용도 명확하게 구분되어 있지 않다.
| 2 - 4  | 주로 ■ 하코다테 본선 상행 | (데이네 · 오타루 방면)                       |
| 5 - 8  | 주로 ■ 지토세선 직결      | (지토세 · 미나미치토세 · 신치토세 공항 방면) |
| 9 - 10 | 주로 ■ 하코다테 본선 하행 | (에베쓰 · 이와미자와 · 아사히카와 방면)      |
| 11     | 주로 ■ 가쿠엔토시선       | (도베쓰 · 홋카이도 의료대학 방면)            |

### 삿포로 지하철
기타 4조 니시 4초메 부근, JR 삿포로역 서측 통로에서 정남쪽의 지하 1층에 남쪽과 북쪽으로 두 곳의 개찰구, 지하 2층에 난보쿠선의 승강장이 있다. 또, 기타 4조 니시 2초메 부근, 삿포로역 동쪽 출입구의 정남쪽 지하 2층에 개찰구, 지하 3층에 도호선의 승강장이 있다. 난보쿠선 남쪽 개찰구와 도호선 개찰구는 안쪽과 바깥쪽 모두 약간의 경사가 있는 긴 연락 통로로 연결되어 있으며, 중앙에 개찰내 통로와 울타리로 구별된 좌우측이 자유 통로로 되어있다. 난보쿠선과 도호선 간의 환승 통로는 개찰내 통로를 사용하고 있다.
난보쿠선과 도호선 역 모두 1면 2선의 섬식 승강장이 있는 지하역이다. 난보쿠선의 승강장은 좁고, 특히 아사부 방면의 승강장 끝 부분에는 JR과의 환승 통로가 있어 매우 혼잡하다. 승강기는 난보쿠선의 경우 승강장 중간 부근에, 도호선의 경우 승강장 남측에 설치되어 있다. 지상과의 승강기는 난보쿠선 북쪽 2번 출구, 12번 출구, 14번 출구, 도호선 대합실 기타노 빌딩 출구에 설치되어 있다. 또, 난보쿠선 대합실과 삿포로역 지하가의 사이의 높이 차이가 나는 부분에도 승강기가 설치되어 있다.

#### 승강장
| 1 | ■ 난보쿠선 | 오도리 · 스스키노 · 마코마나이 방면     |
| 2 | ■ 난보쿠선 | 기타 24조 · 아사부 방면                 |
| 3 | ■ 도호선   | 오도리 · 호스이스스키노 · 후쿠즈미 방면 |
| 4 | ■ 도호선   | 모토마치 · 사카에마치 방면              |

## 역 주변
- 홋카이도 도청
- 이시카리 진흥국 청사
- 삿포로 시청
- 홋카이도 경찰 본부
- 삿포로 JR 타워
- 삿포로시 중앙 경찰서
- 일본 우정 그룹 삿포로빌딩
- 홋카이도 대학
- 삿포로 중앙 우편국
- 오도리 공원
- NHK 삿포로 방송국
- 삿포로 TV 타워

## 역사

### 홋카이도 여객철도
- 1880년 11월 28일 - 관영 호로나이 철도의 임시 승강장으로 개업. 삿포로 기관고 설치.
- 1881년 12월 - 정거장 신축, 동시에 2번째 역사 완성.
- 1882년 1월 - 2번째 역사의 영업 개시.
- 1889년 - 홋카이도 탄광철도에 매수됨.
- 1890년 - 2번째 역사 증개축.
- 1898년 10월 - 과선교 설치.
- 1906년 10월 1일 - 홋카이도 탄광철도 국유화.
- 1907년 10월 - 2번째 역사가 화재로 반소됨.
- 1908년 12월 5일 - 3번째 역사가 완성되어 영업을 시작함.
- 1937년 3월 10일 - 삿포로 기관구를 폐지하고, 나에보에 기관고를 신설.
- 1951년 9월 8일 - 4번째 역사 착공.
- 1952년 10월 14일 - 4번째 역사 개업식.
- 1958년 6월 1일 - 화물 취급 폐지.
- 1963년 - 북쪽 출입구 신설.
- 1965년 10월 10일 - 역 건물을 5층 건물로 증축.
- 1978년 11월 27일 - 고가화 공사 개시.
- 1987년 4월 1일 - 일본국유철도 분할 민영화로 홋카이도 여객철도가 계승.
- 1988년 11월 3일 - 고가화 1차 개업.
- 1990년 9월 1일 - 고가화 완공.
- 1998년 - 자동 개찰기 도입.
- 2007년 10월 - 역 번호 부여. 01.
- 2008년 10월 25일 - IC카드 Kitaca 사용 개시.
- 2030년 홋카이도 신칸센 연장 구간 개통 예정

### 삿포로 시 교통국
- 1971년 12월 14일 - 난보쿠선의 역 개업.
- 1988년 12월 2일 - 도호선 개업. 환승역이 됨.
- 2006년 1월 26일 - 역 번호 부여. N06, H07.

## 사진

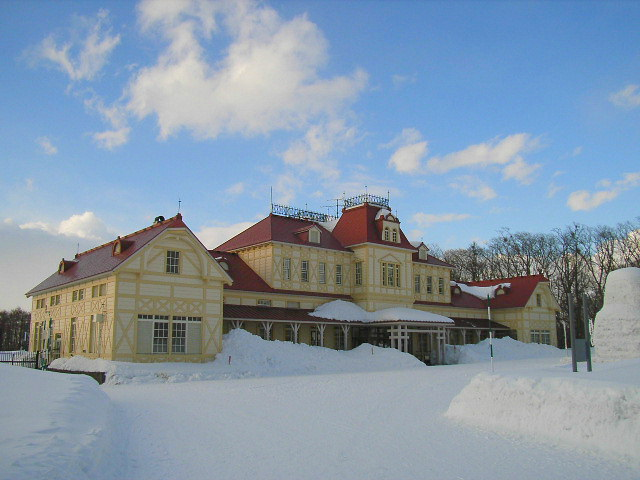
1908년 당시 모습을 복원한 모습
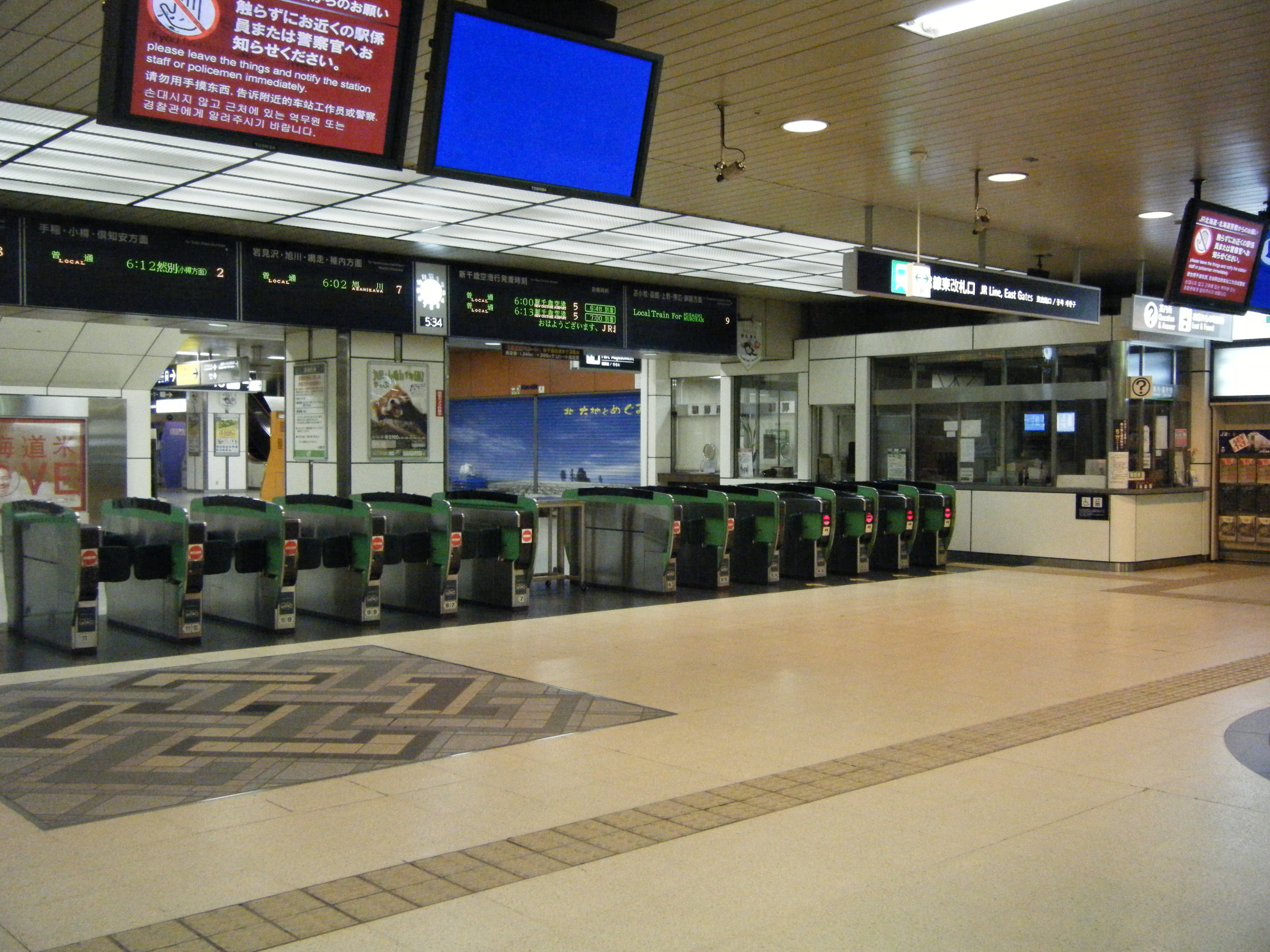
동쪽 개찰 모습

## 인접한 역
| 홋카이도 여객철도 ■ 하코다테 본선    | 홋카이도 여객철도 ■ 하코다테 본선        | 홋카이도 여객철도 ■ 하코다테 본선 |
| ------------------------------------ | ---------------------------------------- | --------------------------------- |
| 시·종착역                            | 특급 "소야"                              | A13 이와미자와 왓카나이 방면      |
| 시·종착역                            | 특급 "오호츠크"                          | A13 이와미자와 아바시리 방면      |
| 시·종착역                            | 특급 "카무이" · "라일락"                 | A13 이와미자와 아사히카와 방면    |
| S07 데이네 방면                      | 홈 라이너                                | 시·종착역                         |
| S03 고토니 굿찬 · 란코시 방면        | ● 쾌속 "니세코 라이너"                   | 시·종착역                         |
| S03 고토니 오타루 방면               | ● 구간쾌속 "이시카리 라이너" A           | H02 나에보 이와미자와 방면        |
| S02 소엔 오타루 방면                 | ● 구간쾌속 "이시카리 라이너" B           | H03 시로이시 이와미자와 방면      |
| S02 소엔 오타루 방면                 | ● 보통                                   | H02 나에보 이와미자와 방면        |
| 홋카이도 여객철도 ■ 지토세 선        |                                          |                                   |
| 시·종착역                            | 특급 "슈퍼 호쿠토"                       | H05 신 삿포로 하코다테 방면       |
| 시·종착역                            | 특급 "스즈란"                            | H05 신 삿포로 무로란 방면         |
| 시·종착역                            | 특급 "슈퍼 오조라"                       | H05 신 삿포로 구시로 방면         |
| 시·종착역                            | 특급 "슈퍼 도카치"                       | H05 신 삿포로 오비히로 방면       |
| S03 고토니 오타루 방면               | ● 쾌속 "에어포트" 일반 시간대            | H05 신 삿포로 신치토세 공항 방면  |
| S03 고토니 오타루 방면               | ● 쾌속 "에어포트" 아침, 심야 시간대 한정 | H03 시로이시 신치토세 공항 방면   |
| S02 소엔 오타루 방면                 | ● 보통                                   | H02 나에보 도마코마이 방면        |
| 홋카이도 여객철도 ■ 가쿠엔토시선     |                                          |                                   |
| 시·종착역                            | ● 보통                                   | S02 소엔 홋카이도 의료대학 방면   |
| 삿포로시 교통국 지하철 난보쿠선      |                                          |                                   |
| N05 기타 12조 아사부 방면            | ● 난보쿠 선                              | N07 오도리 마코마나이 방면        |
| 삿포로시 교통국 지하철 도호선        |                                          |                                   |
| H06 기타 13조 히가시 사카에마치 방면 | ● 도호 선                                | H08 오도리 후쿠즈미 방면          |

※ 홈 라이너는 아침 시간 대 테이네에서 삿포로로 가는 편도로만 운행된다.

## 관련 사이트
- (일본어) 역 구내도 (삿포로역) - 홋카이도 여객철도
- (일본어) 역 구내도 (삿포로역) - 삿포로시 교통국